# Євлах – Горіс – Нахічевань
Євлах — Горіс — Нахічевань — газопровід, споруджений у радянські часи для постачання блакитного палива до ряду районів Азербайджану (включаючи Нахічеванський ексклав) та південної Вірменії.
В кінці 1970-х від району Євлах у газторанспортному коридорі Казі-Магомед — Тбілісі проклали трубопровід діаметром 700 мм у південно-західному напрямку через Степанакерт (Нагірний Карабах), Лачин, Горіс (південна частина Вірменії) до Нахічевані. На території Вірменії його доповнили у 1983 році відводом через Капан до Каджарану в діаметрі 500 мм. Це був найменш потужний із трьох маршрутів постачання блакитного палива до Вірменії, через який у 1989 році поставили 0,4 млрд.м3, або менше 7 % обсягів споживання в цій тоді ще радянській республіці. Крім того, 0,1 млрд.м3 було протранспортовано далі до азербайджанського Нахічеванського ексклаву.
Після розпаду СРСР на тлі конфлікту за Нагірний Карабах транспортування газу по маршруту Євлах — Нахічевань припинилось. Наразі ділянки системи на території південної Вірменії та НКР використовуються для перекачування блакитного палива, поданого через перемичку з центральної Вірменії або отриманого із газопроводу Іран – Вірменія.